# Vrutice
Vrutice je obec v okrese Litoměřice v Ústeckém kraji, přibližně deset kilometrů severozápadně od Štětí. Včetně místní části Svařenice v obci žije 318 obyvatel.

## Název
Název Vrutice je odvozen z přídavného jména vruta označujícího divoký, prudký tok nebo silný pramen. V písemných pramenech se název objevuje ve tvarech: Naurutici (okolo roku 1088), Nawrvtici (1222), Brutecz (1253), Vruticě (1367), Vrutice (1499), Wruticze (1654), Webrutz (1720, 1787) nebo Webrutz a Wrutice (1833).

## Historie
První písemná zmínka o vesnici pochází z doby okolo roku 1088.

## Obyvatelstvo
|           | 1869 | 1880 | 1890 | 1900 | 1910 | 1921 | 1930 | 1950 | 1961 | 1970 | 1980 | 1991 | 2001 | 2011 |
| --------- | ---- | ---- | ---- | ---- | ---- | ---- | ---- | ---- | ---- | ---- | ---- | ---- | ---- | ---- |
| Obyvatelé | 313  | 410  | 406  | 357  | 372  | 390  | 392  | 260  | 279  | 266  | 235  | 180  | 172  | 217  |
| Domy      | 48   | 56   | 63   | 67   | 69   | 70   | 73   | 71   | 62   | 64   | 60   | 68   | 70   | 75   |

## Doprava
Na východním okraji vesnice se nachází křižovatka silnic II/261 (do Polep a Hoštky) a II/269 (do Drahobuzi). Podél severního okraje vsi vede železniční trať Lysá nad Labem – Ústí nad Labem, ale ve správním území obce se na ní nenachází žádná zastávka. Veřejnou hromadnou dopravu zajišťují autobusy, jejichž zastávka stojí na návsi.

## Pamětihodnosti

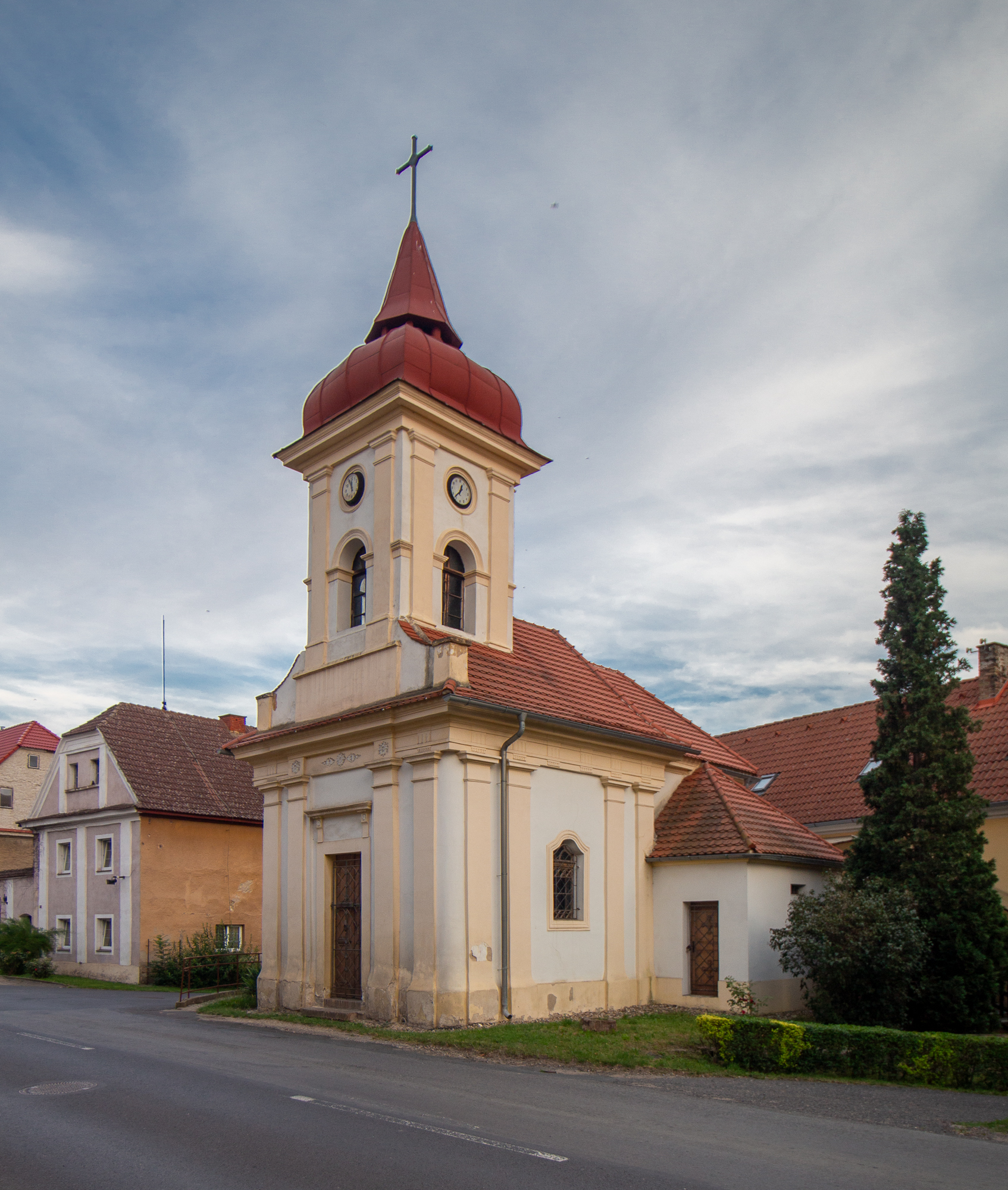
Kaplička sv. Antonína ve středu obce

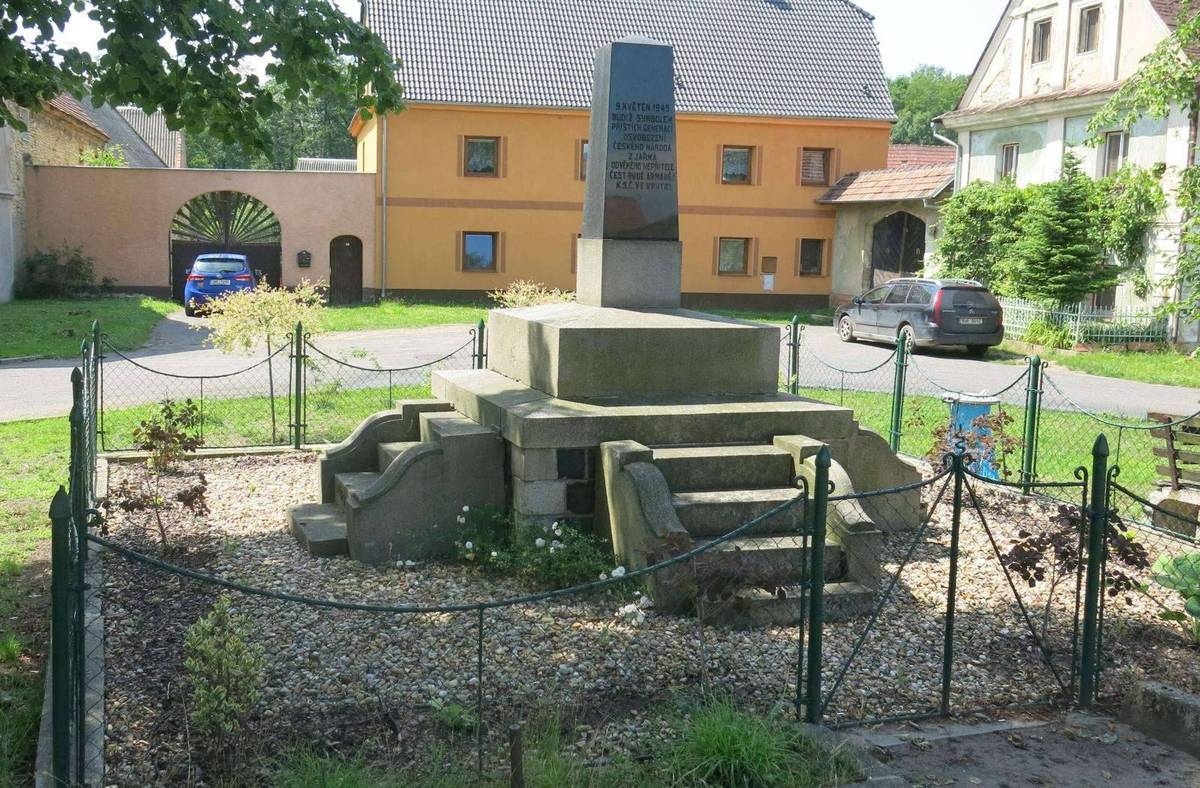
Pomník padlým

- Kaple svatého Antonína Paduánského[8]
- Socha svatého Floriána
- Venkovský dům čp. 24
- Vodárenské muzeum[9]
- pomník věnovaný původně obětem první světové války, nyní připsán Rudé armádě[10]

## Osobnosti
Ve vsi se narodil a zemřel politik Wenzel Jäger (1846–1896).